# Dos Aguas (kommun)
Dos Aguas är en kommun i Spanien.   Den ligger i provinsen Província de València och regionen Valencia, i den östra delen av landet, 280 km sydost om huvudstaden Madrid. Antalet invånare är 496.